# Politikåret 1880

## Händelser
- 19 april - Louis De Geer avgår som Sveriges statsminister och ersätts av Arvid Posse.[1]
- 23 april - William Ewart Gladstone efterträder Benjamin Disraeli som Storbritanniens premiärminister.[2]
- 11 oktober - Christian Selmer efterträder Frederik Stang som Norges statsminister.[3]

### Fotnoter
1. ↑  ”Sweden” (på engelska). World Statesmen. http://www.worldstatesmen.org/Sweden.html. Läst 29 juli 2015.
2. ↑  ”United Kingdom” (på engelska). World Statesmen. http://www.worldstatesmen.org/United_Kingdom.html. Läst 29 juli 2015.
3. ↑  ”Norway” (på engelska). World Statesmen. http://www.worldstatesmen.org/Norway.htm. Läst 29 juli 2015.